# Antoine Sabi Bio
Antoine Sabi Bio, né en 1963 à Gounienou, Atacora au Bénin, est évêque de Natitingou.

## Biographie

### Enfance, éducation et débuts
Antoine Sabi Bio fait des études de philosophie et de théologie au Grand Séminaire Saint-Gall de Ouidah. Le 19 juin 2002, il obtient une licence en théologie pastorale à l'Université pontificale salésienne de Rome. Antoine passe diacre le 12 août 1990 par l'évêque de Natitingou, Nicolas Okioh, et prêtre du diocèse de Natitingou le 7 décembre 1991 par l'archevêque d'Aix, Bernard Panafieu.

## Carrière
Après son ordination, il occupe les postes suivants :  
- 1991-1997 : chancelier, économe et procureur du diocèse ;
- 1997-1999 : curé de la paroisse Sainte Marie Reine à Koussou ;
- 1999-2002 : études à Rome ;
- 2002-2009 : recteur du Petit Séminaire Saint-Pierre de Natitingou ;
- Depuis 2008 : vicaire général ;
- 2009-2013 : curé de la cathédrale.

Depuis le 13 août 2011, il est administrateur apostolique du diocèse. Le 13 mars 2014, le pape François le nomme évêque de Natitingou. L'archevêque de Parakou, Pascal N'Koué dirige son ordination épiscopale le 17 mai de la même année. Les co-consécrateurs sont le nonce apostolique au Bénin, Brian Udaigwe, et l'évêque de Djougou, Paul Kouassivi Vieira,.